# Becoming
Becoming – drugi album studyjny fińskiego wokalisty Ariego Koivunena. Wydawnictwo ukazało się 9 czerwca 2008 roku nakładem wytwórni muzycznej Epic Records/Sony BMG. Nagrania zostały zarejestrowane w Sonic Pump Studios, Dynasty Recordings, Cable Factory Kuk Byrå oraz DukeJohnsRoad Workshop w Helsinkach w Finlandii. Miksowanie odbyło się w Sonic Pump Studios, natomiast mastering w Chartmakers Studio. Nagrania dotarły do 1. miejsca fińskiej listy przebojów – Suomen virallinen lista. Album uzyskał status złotej płyty sprzedając się w nakładzie, niewiele ponad 17 tys. egzemplarzy. Materiał był promowany teledyskami do utworów "Tears Keep Falling" i "Give Me A Reason".

## Lista utworów
Opracowano na podstawie materiału źródłowego.
| Nr  | Tytuł utworu            | Słowa                                                          | Muzyka                                                                                     | Długość |
| --- | ----------------------- | -------------------------------------------------------------- | ------------------------------------------------------------------------------------------ | ------- |
| 1.  | „Raging Machine”        | Nino Laurenne, Pasi Heikkilä                                   | Nino Laurenne, Pasi Heikkilä                                                               | 04:34   |
| 2.  | „Under the Burning Sky” | Vili Ollila                                                    | Ari Koivunen, Erkka Korhonen, Erkki Silvennoinen, Luca Gargano, Mauro Gargano, Vili Ollila | 05:49   |
| 3.  | „Give Me a Reason”      | Nino Laurenne, Pasi Heikkilä                                   | Nino Laurenne, Pasi Heikkilä                                                               | 03:51   |
| 4.  | „Sign of Our Times”     | Luca Gargano                                                   | Ari Koivunen, Erkka Korhonen, Erkki Silvennoinen, Luca Gargano, Mauro Gargano, Vili Ollila | 04:33   |
| 5.  | „Sweet Madness”         | Maija Kalaoja, Pasi Heikkilä                                   | Pasi Heikkilä                                                                              | 05:36   |
| 6.  | „Father”                | Ari Koivunen, Erkka Korhonen, Erkki Silvennoinen, Luca Gargano | Ari Koivunen, Erkka Korhonen, Erkki Silvennoinen, Luca Gargano, Mauro Gargano, Vili Ollila | 05:52   |
| 7.  | „Keepers of the Night”  | Laura Reunanen, Luca Gargano                                   | Ari Koivunen, Erkka Korhonen, Erkki Silvennoinen, Luca Gargano, Mauro Gargano, Vili Ollila | 04:45   |
| 8.  | „Tears Keep Falling”    | Vili Ollila                                                    | Ari Koivunen, Erkka Korhonen, Erkki Silvennoinen, Luca Gargano, Mauro Gargano, Vili Ollila | 04:47   |
| 9.  | „Hero's Gold”           | Luca Gargano                                                   | Ari Koivunen, Erkka Korhonen, Erkki Silvennoinen, Luca Gargano, Mauro Gargano, Vili Ollila | 03:56   |
| 10. | „My Mistake”            | Erno Laitinen, Rauli Eskolin                                   | Erno Laitinen, Rauli Eskolin                                                               | 04:18   |
| 11. | „Unscarred Within”      | Mikko Salovaara                                                | Ari Koivunen, Erkka Korhonen, Erkki Silvennoinen, Luca Gargano, Mauro Gargano, Vili Ollila | 04:18   |
| 12. | „The Evil That Men Do”  | Adrian Smith, Bruce Dickinson, Steve Harris                    | Adrian Smith, Bruce Dickinson, Steve Harris                                                | 04:18   |
|     |                         |                                                                |                                                                                            | 56:37   |

| Edycja japońska | Edycja japońska         | Edycja japońska                                                | Edycja japońska                                                                            | Edycja japońska |
| Nr              | Tytuł utworu            | Słowa                                                          | Muzyka                                                                                     | Długość         |
| --------------- | ----------------------- | -------------------------------------------------------------- | ------------------------------------------------------------------------------------------ | --------------- |
| 1.              | „Raging Machine”        | Nino Laurenne, Pasi Heikkilä                                   | Nino Laurenne, Pasi Heikkilä                                                               | 04:34           |
| 2.              | „Under the Burning Sky” | Vili Ollila                                                    | Ari Koivunen, Erkka Korhonen, Erkki Silvennoinen, Luca Gargano, Mauro Gargano, Vili Ollila | 05:49           |
| 3.              | „Give Me a Reason”      | Nino Laurenne, Pasi Heikkilä                                   | Nino Laurenne, Pasi Heikkilä                                                               | 03:51           |
| 4.              | „Sign of Our Times”     | Luca Gargano                                                   | Ari Koivunen, Erkka Korhonen, Erkki Silvennoinen, Luca Gargano, Mauro Gargano, Vili Ollila | 04:33           |
| 5.              | „Sweet Madness”         | Maija Kalaoja, Pasi Heikkilä                                   | Pasi Heikkilä                                                                              | 05:36           |
| 6.              | „Father”                | Ari Koivunen, Erkka Korhonen, Erkki Silvennoinen, Luca Gargano | Ari Koivunen, Erkka Korhonen, Erkki Silvennoinen, Luca Gargano, Mauro Gargano, Vili Ollila | 05:52           |
| 7.              | „Keepers of the Night”  | Laura Reunanen, Luca Gargano                                   | Ari Koivunen, Erkka Korhonen, Erkki Silvennoinen, Luca Gargano, Mauro Gargano, Vili Ollila | 04:45           |
| 8.              | „Tears Keep Falling”    | Vili Ollila                                                    | Ari Koivunen, Erkka Korhonen, Erkki Silvennoinen, Luca Gargano, Mauro Gargano, Vili Ollila | 04:47           |
| 9.              | „Hero's Gold”           | Luca Gargano                                                   | Ari Koivunen, Erkka Korhonen, Erkki Silvennoinen, Luca Gargano, Mauro Gargano, Vili Ollila | 03:56           |
| 10.             | „My Mistake”            | Erno Laitinen, Rauli Eskolin                                   | Erno Laitinen, Rauli Eskolin                                                               | 04:18           |
| 11.             | „Unscarred Within”      | Mikko Salovaara                                                | Ari Koivunen, Erkka Korhonen, Erkki Silvennoinen, Luca Gargano, Mauro Gargano, Vili Ollila | 04:18           |
| 12.             | „Fight Forever”         | Vili Ollila                                                    | Ari Koivunen, Erkka Korhonen, Erkki Silvennoinen, Luca Gargano, Mauro Gargano, Vili Ollila | 4:05            |
| 13.             | „The Evil That Men Do”  | Adrian Smith, Bruce Dickinson, Steve Harris                    | Adrian Smith, Bruce Dickinson, Steve Harris                                                | 04:18           |
|                 |                         |                                                                |                                                                                            | 1:00:42         |

## Twórcy
Opracowano na podstawie materiału źródłowego.

- Ari Koivunen – wokal prowadzący, wokal wspierający
- Luca Gargano – gitara rytmiczna, wokal wspierający
- Erkki Silvennoinen – gitara basowa, wokal wspierający
- Mauro Gargano – perkusja
- Aleksi Parviainen – wokal wspierający
- Erkka Korhonen – realizacja nagrań, edycja cyfrowa, gitara rytmiczna, gitara prowadząca, gitara akustyczna, wokal wspierający
- Vili Ollila – realizacja nagrań, edycja cyfrowa, instrumenty klawiszowe, programowanie
- Jesse Vainio – realizacja nagrań, miksowanie
- Nino Laurenne – realizacja nagrań, produkcja muzyczna
- Pasi Heikkilä – realizacja nagrań, produkcja muzyczna
- Ossi Tuomela – realizacja nagrań, edycja cyfrowa
- Svante Forsbäck – mastering
- Ville Juurikkala – zdjęcia
- Thomas Ewerhard – okładka, oprawa graficzna